# Філліген
Філліген (нім. Villigen) — громада  в Швейцарії в кантоні Ааргау, округ Бругг.

## Географія
Громада розташована на відстані близько 90 км на північний схід від Берна, 20 км на північний схід від Аарау.
Філліген має площу 11,2 км², з яких на 13,5% дозволяється будівництво (житлове та будівництво доріг), 34,6% використовуються в сільськогосподарських цілях, 49,2% зайнято лісами, 2,8% не є продуктивними (річки, льодовики або гори).

## Демографія
2019 року в громаді мешкало 2148 осіб (+8% порівняно з 2010 роком), іноземців було 27,7%. Густота населення становила 192 осіб/км².
За віковим діапазоном населення розподілялося таким чином: 18,2% — особи молодші 20 років, 63,6% — особи у віці 20—64 років, 18,1% — особи у віці 65 років та старші. Було 936 помешкань (у середньому 2,3 особи в помешканні).
Із загальної кількості 1599 працюючих 54 було зайнятих в первинному секторі, 160 — в обробній промисловості, 1385 — в галузі послуг.